# Telavi Open 2012
Il Telavi Open 2012 è stato un torneo professionistico di tennis femminile giocato sulla terra rossa. È stata la 5ª edizione del torneo, che fa parte dell'ITF Women's Circuit nell'ambito dell'ITF Women's Circuit 2012. Si è giocato a Telavi in Georgia dal 24 al 30 settembre 2012.

## Partecipanti

### Teste di serie
| Nazionalità | Giocatrice         | Ranking* | Testa di serie |
| ----------- | ------------------ | -------- | -------------- |
| Ucraina     | Lesja Curenko      | 105      | 1              |
| Ucraina     | Elina Svitolina    | 155      | 2              |
| Russia      | Irina Chromačëva   | 176      | 3              |
| Serbia      | Aleksandra Krunić  | 186      | 4              |
| Croazia     | Tereza Mrdeža      | 190      | 5              |
| Paesi Bassi | Richèl Hogenkamp   | 195      | 6              |
| Italia      | Anna Floris        | 200      | 7              |
| Germania    | Anna-Lena Friedsam | 201      | 8              |

- Ranking al 17 settembre 2012.

### Altre partecipanti
Giocatrici che hanno ricevuto una wild card:
- Natia Gegia
- Ekaterine Gorgodze
- Oksana Kalašnikova
- Sofia Kvatsabaia

Giocatrici che sono passate dalle qualificazioni:
- Viktorija Kan
- Margarita Lazareva
- Anna Shkudun
- Ganna Poznikhirenko

Giocatrici che hanno ricevuto un entry come special exempt:
- Renata Voráčová

Giocatrici che hanno ricevuto un entry Special Ranking:
- Kacjaryna Dzehalevič

## Campionesse

### Singolare
- Elina Svitolina ha battuto in finale  Lesja Curenko con il punteggio di 6–1, 6–2

### Doppio
- Réka-Luca Jani /  Christina Shakovets hanno battuto in finale  Kacjaryna Dzehalevič /  Oksana Kalašnikova con il punteggio di 3–6, 6–4, [10–6]